# Мескин, Бенамар
Бенама́р Мески́н (араб. بن عمار مسكين‎; род. 6 июня 1973) — алжирский боксёр, представитель средних и полусредних весовых категорий. Выступал за сборную Алжира по боксу в конце 1990-х — первой половине 2000-х годов, бронзовый призёр Всеафриканских игр в Абудже, серебряный призёр Средиземноморских игр в Тунисе, двукратный чемпион Африки, победитель и призёр турниров международного значения, участник летних Олимпийских игр в Афинах.

## Биография
Бенамар Мескин родился 6 июня 1973 года.
В 1997 году выступил на чемпионате мира в Будапеште, где в первом полусреднем весе был остановлен на стадии 1/8 финала. Год спустя в полусреднем весе завоевал бронзовую медаль на домашнем чемпионате Африки в Алжире. Ещё через год боксировал на мировом первенстве в Хьюстоне, но так же попасть в число призёров не смог, проиграл уже на предварительном этапе в 1/16 финала.
Закрепившись в основном составе алжирской национальной сборной, в 2001 году Мескин одержал победу на чемпионате Африки в Порт-Луи, стал серебряным призёром Средиземноморских игр в Тунисе, побывал на международном турнире «Ахмет Комерт» в Стамбуле.
В 2002 году выиграл серебряную медаль на международном турнире «Золотой пояс» в Бухаресте, уступив в решающем финальном поединке местному румынскому боксёру Марьяну Симьону.
В 2003 году был лучшим на чемпионате Африки в Яунде, стал бронзовым призёром Афроазиатских игр в Хайдарабаде и Всеафриканских игр в Абудже, взял бронзу турнира «Ахмет Комерт».
На африканской олимпийской квалификации в Касабланке Бенамар Мескин одолел всех своих соперников в зачёте полусредней весовой категории, в том числе в финале взял верх над марокканцем Милудом Аит Хамми, и за счёт этой победы прошёл отбор на летние Олимпийские игры 2004 года в Афинах. На Играх, тем не менее, провёл только один единственный бой — на предварительном этапе категории до 69 кг со счётом 20:45 потерпел поражение от представителя США Ванеса Мартиросяна и сразу же выбыл из дальнейшей борьбы за медали. Вскоре по окончании этих соревнований принял решение завершить спортивную карьеру.